# Kurttejävri
Kurttejävri är en sjö i kommunen Enare i landskapet Lappland i Finland. Sjön ligger 122 meter över havet. Arean är 62 hektar och strandlinjen är 9,83 kilometer lång. Sjön  ingår i Neidenälvens huvudavrinningsområde.   Den ligger omkring 350 kilometer norr om Rovaniemi och omkring 1100 kilometer norr om Helsingfors. 